# Port lotniczy Igarka
Port lotniczy Igarka (IATA: IAA, ICAO: UOII) – port lotniczy położony 3 km na południe od Igarki, w Kraju Krasnojarskim, w Rosji.

## Kierunki lotów i linie lotnicze
| Linia lotnicza  | Kierunek                     |
| --------------- | ---------------------------- |
| Aerofłot        | 1. Krasnojarsk               |
| Angara Airlines | 1. Nowosybirsk               |
| Azur Air        | 1. Krasnojarsk               |
| KrasAvia        | 1. Krasnojarsk 2. Norylsk    |
| NordStar        | 1. Krasnojarsk               |
| Turukhan Avia   | 1. Turuchańsk 2. Svetlogorsk |